# Karl Haushofer
‎
Karl Haushofer, nemški general in geopolitik, * 27. avgust 1869, München, † 10. marec 1946, Pähl.
Po porazu Nemčije v prvi svetovni vojni, med katero je pridobil generalski čin, se je posvetil akademski karieri na področju politologije  in politične geografije, saj je bilo po njegovem prepričanju pomanjkanje geopolitične ozaveščenosti med glavnimi vzroki za poraz. Leta 1933 je postal profesor na Univerzi v Münchnu.
Njegovo delo naj bi kasneje nacisti uporabili za legitimiranje koncepta »življenjskega prostora« (Lebensraum) in Hitlerjeve ekspanzionistične politike, kar je sam zanikal. 
Njegov sin Albrecht je bil aretiran po neuspelem poskusu atentata na Hitlerja 20. julija 1944 in kasneje usmrčen. Po vojni so ga zavezniki zaslišali, a so se odločili, da ga ne obravnavajo med Nürnberškimi procesi. Kmalu po tistem sta z ženo storila samomor z arzenom.